# Tacolneston
Tacolneston är en civil parish i Storbritannien.   Den ligger i grevskapet Norfolk och riksdelen England, i den sydöstra delen av landet, 140 km nordost om huvudstaden London. Antalet invånare är 700. Arean är 6,5 kvadratkilometer.
Terrängen i Tacolneston är mycket platt.